# Азов-Сити
«Азов-Сити» — первая федеральная игорная зона, действовавшая в Российской Федерации в период с 2010 по 2018 год. Располагалась на границе Краснодарского края и Ростовской области. В 2015 году было принято решение ликвидировать зону. 1 января 2019 года все казино были закрыты.
Строительство зоны продолжалось на побережье Таганрогского залива Азовского моря между селом Порт-Катон с Донской стороны и хутором Молчановка (Шабельского сельсовета) с Кубанской. Первоначально площадь зоны должна была составлять две тысячи гектаров — по тысяче на территориях Азовского района Ростовской области и Щербиновского района Краснодарского края.
Ближайшим городом к южной игорной зоне является курорт Ейск (менее 50 км) с одноимённым аэропортом. Помимо этого, в радиусе 200 км расположены такие крупные города, как Ростов-на-Дону, Таганрог, Азов, Батайск, Новочеркасск.

## История
Проектировалось строительство платной автодороги, аэродрома для малой авиации, морской марины, ветки водопровода и газопровода, ЛЭП. Предположительный объем инвестиций до 2010 года — 80 000 000 000 рублей.
Во время начала строительства зоны на её территории практически отсутствовали дороги с твёрдым покрытием, к концу 2010 года планировалось построить дороги и линии электроснабжения. Ожидаемое строительство привело к росту цен на землю в прилегающих районах.
В течение 2008—2012 годов правительство планировало выделить Ростовской области 18 млрд руб. на создание инфраструктуры туристско-рекреационной зоны «Приазовская» (в неё войдёт «Азов-Сити»). Финансирование кубанской части зоны будет осуществляться в рамках федеральной целевой программы.
Ростовские археологи настаивали на исследовании зоны будущего строительства, на которой находятся около 20 курганов, а также, возможно, древние поселения.
В декабре 2008 года было заявлено о начале строительства первого казино.
Федеральный закон от 24 июля 2009 года № 211-ФЗ (Российская газета, № 138, 29.07.2009) «О государственном регулировании деятельности по организации и проведению азартных игр и о внесении изменений в некоторые законодательные акты» был принят Государственной думой 15 июля 2009 года и одобрен Советом федерации 18 июля 2009 года
30 января 2010 года в игровой зоне было открыто первое казино — «Оракул». С 1 октября 2010 года заработало второе игорное заведение — «Шамбала» компании ЗАО «Шамбала».
31 декабря 2018 года игорная зона «Азов сити» ликвидирована. Осуществлять деятельность по организации азартных игр на территории «Азов Сити» будет запрещено. Казино «Оракул» и «Шамбала» вынуждены были прекратить свою деятельность.

## Современное[уточнить]состояние
В середине 2010 года власти Краснодарского края предложили перенести игорную зону в район станицы Благовещенской к северу от Анапы. 12 августа 2010 года на внеочередном собрании членов НО «Ассоциация развития игорной зоны „Азов-Сити“» было принято решение поддержать идею переноса бизнеса.
В ноябре 2010 года Государственная дума приняла поправки в закон «О государственном регулировании деятельности по организации и проведению азартных игр и о внесении изменений в некоторые законодательные акты», согласно которым Ростовская область была исключена из списка субъектов, на территории которых создаются игорные зоны. Постановлением правительства от 31 марта 2011 года ростовская часть Азов-Сити была ликвидирована.
В конце марта 2012 года власти Краснодарского края заявили, что на месте игорной зоны «Азов-Сити» на границе Краснодарского края и Ростовской области в будущем могут построить воинскую часть или кадетский корпус.
По состоянию на 2014 год на территории первой игорной зоны «Азов-Сити» действовало самое большое казино «Оракул» (4000 м²) принадлежащее Рашиду Таймасову и гостиница на 90 номеров (затраты составили около 2,3 млрд руб.), а также три актива компании краснодарского бизнесмена Максима Смоленцева: казино «Шамбала» (1400 м²), гостиничный комплекс «Шамбала» и казино «Нирвана» (1400 м²). В принадлежащих Смоленцеву 2 казино работало 500 человек,
1 апреля 2015 года игорная зона должна была быть ликвидирована по решению региональных и федеральных властей из-за поправок в закон «Об игорной деятельности» от 27 июля 2014 г, по которому на Кубани игорная зона может размещаться только на участках, выделенных под строительство олимпийских объектов федерального значения. Против этого решения выступали как администрация края, так и Министерство финансов РФ (по оценке ведомства, возмещение затрат Краснодарскому краю на транспортную и инженерную инфраструктуру, инвесторам, выплата судебных издержек составят не менее на 10 млрд руб).
С января 2010 г. (когда в Щербиновском районе заработало первое казино «Роял тайма») по середину 2014 г. Краснодарский край получил 380 млн руб. от сдачи в аренду участков в «Азов-сити» и еще 422 млн руб. налогов. В Щербиновском районе — одном из наименее развитых в регионе — создано 870 рабочих мест. Таймасов планировал в мае запускать новый комплекс площадью около 19 000 м², инвестиции составили бы 1,2 млрд руб..
Вместо «Азов-сити» в Краснодарском крае создана новая игорная зона — на территории олимпийских объектов в Сочи. По сведениям Максима Смоленцева[уточнить], сочинская игорная зона разместится на курортах «Горки-город» (принадлежит государственному «Сбербанку» через НАО «Красная Поляна») и, возможно, на «Розе Хутор». В декабре 2014 г. Сбербанк сообщил, что отдает «Красную Поляну» принадлежащей Краснодарскому краю компании «Центр омега» (один из строителей олимпийских объектов) в обмен на олимпийский медиацентр. Став собственностью края, «Красная Поляна» лишится права заниматься игорным бизнесом, и скорее всего, сдаст площади в аренду. По мнению Смоленцева, именно в интересах этого неизвестного арендатора и ликвидируется Азов-Сити.